# جک گینگ
جک گینگ (انگلیسی: Jack Ging) (۳۰ نوامبر ۱۹۳۱ – ۹ سپتامبر ۲۰۲۲) یک بازیگر اهل ایالات متحده آمریکا بود.
از فیلم‌ها یا برنامه‌های تلویزیونی که وی در آنها نقش داشته‌است می‌توان به خانواده والتون، کوجک، برایم مبهم بازی کن، غریبه دشتهای بالا، محکم دارشان بزن، پسرها، دور پرچم جمع شوید!، و سسسسسسس اشاره کرد.